# کامانی (گرجستان)
کامانی (به لاتین: Kamani) یک منطقهٔ مسکونی در گرجستان است که در شهرستان سوخومی واقع شده‌است. کامانی ۱۶۰ متر بالاتر از سطح دریا واقع شده‌است.